# Дикие женщины
Дикая женщина (англ. Wild Women) — американский комедийный вестерн режиссёра Джона Форда 1918 года.

## Сюжет
Гарри Шайенн и некоторые из его друзей загадочно похищены с целью шантажа, их вывезли на необитаемый остров, который, оказывается, кишит дикими женщинами.

## В ролях
- Гарри Кэри — Гарри Шайенн
- Молли Мэлоун — принцесса
- Марта Меттокс — королева
- Эд Джонс — Пелон
- Вестер Пегг — Пегг
- Е. Ван Бивер — «Босс»
- Уилтон Тейлор — Джо